# Hugo Despenser, o Jovem
Hugo Despenser (1286 – 24 de novembro de 1326), 1.º Lorde Despenser e também chamado de "o Despenser mais jovem", era filho e herdeiro de Hugh le Despenser, Conde de Winchester (o Despenser mais velho) e Isabel, filha de William de Beauchamp, 9.º Conde de Warwick.  Ele ganhou destaque nacional como camareiro real e um favorito de Eduardo II de Inglaterra, mas uma série de controvérsias posteriores o levou a ser enforcado e esquartejado.

## Títulos e posses
Hugo Despenser, o jovem, era cavaleiro de Hanley Castle, Worcestershire, Condestável do Castelo de Odiham, Guardião do castelo e da cidade de Portchester, Guardião do Castelo e cidade de Bristol e, no País de Gales, Guardião do castelo e da cidade de Dryslwyn e região de Cantref Mawr, Carmarthenshire.
Também no País de Gales, ele era o Senhor de Glamorgan, que lhe deu a posse do Castelo de Cardiff. Ele também era Guardião dos castelos, mansões e terras de Brecknock, Cantref Selyf, etc., no condado de Brecon, e, na Inglaterra, de Huntington, Herefordshire.
A ele também foi dado o castelo de Wallingford, embora este já tinha sido dado para a rainha Isabel.

## Casamento
Em maio de 1306 ele se casou com Eleanor de Clare, filha de Gilbert de Clare, 9.º Lorde de Clare e 7.º Conde de Hertford e Joan de Acre.
O avô de Eleanor, Eduardo I, devia cerca de 2.000 marcos (£526.000, a preços de hoje) para o Despenser mais velho e, como o casamento teria resolvido essa dívida, ele foi recompensado por sua lealdade à coroa.
Quando o irmão de Leonor, Gilbert, foi morto em 1314 na batalha de Bannockburn, ela inesperadamente se tornou uma das três herdeiras do rico condado de Gloucester. Em apenas alguns anos, Hugh passou de um cavaleiro sem-terra a um dos mais ricos do reino.
Eleanor foi também a sobrinha do novo rei, Eduardo II da Inglaterra, e esta conexão trouxe os Despenser mais perto da corte real inglesa. Ele se juntou à oposição baronial contra Piers Gaveston, que era o favorito do rei e cunhado de Hugh, já que Gaveston foi casado com a irmã de Eleanor, Margaret. Ansioso por poder e riqueza, Despenser tomou o castelo de Tonbridge em 1315, após a morte de seu cunhado, sob o equívoco de que ele pertencia a sua sogra. Ele abandonou o castelo ao descobrir que o dono era o arcebispo de Canterbury. Em 1318 ele assassinou Llywelyn Bren, um refém galês que estava sob sua custódia.
Eleanor e Hugh tiveram nove filhos:
- Hugo Despenser, 2º Barão Despencer (1308–1349), que restaurou para o seu avô o título de Barão Le Despenser, em 1338.
- Gilberto Despenser, (1309–1381).
- Eduardo Despenser, (1310–1342), soldado, morto no cerco a Vannes, pai de Eduardo II le Despenser, cavaleiro da Ordem da Jarreteira, que se tornou Barão Le Despenser quando o baronato foi recriado em 1557, que se casou com a filha de Edmund de Langley, Duque de York, o filho mais novo de Eduardo III, que foi preso e dacapitado em 1400, devido às suas tentativas de colocar Ricardo II, cunhado de sua mulher, de volta ao trono.
- Isabel Despenser, Condessa de Arundel (1312–1356), casada com Richard Fitzalan, 10º conde de Arundel
- João Despenser, (1311 – Junho de 1366).
- Leanor Despenser, (1315–1351), freira no Priorado de Sempringham
- Joana Despenser, (1317–1384), freira na Abadia de Shaftesbury
- Margarida Despenser, (1319–1337), freira no Priorado de Whatton
- Isabel Despenser, (1325 - 13 de Julho de 1389, casada com Maurício de Berkeley, 4º Barão de Berkeley.

## Relacionamento com Eduardo II e Isabel
Rainha Isabel nutria uma antipatia especial com Hugh Despenser, o jovem. Ele se tornou o favorito do rei depois de afastar Gaviston e exercia enorme influência junto a Eduardo II.   Desde a chegada dele à corte, (Froissart escreveu que "ele era um sodomita") e Alison Weir, em seu livro de 2005, "A Rainha Isabella: Traição, adultério e assassinato na Inglaterra medieval", especula que ele havia estuprado Isabel e que essa era a fonte de seu ódio. Assustada com o poder de Despenser, Isabel refugiou-se com seu filho, o futuro rei Eduardo III, na França sob a proteção de seu pai, Felipe IV. Durante esse tempo ela formou uma ligação com Roger Mortimer, que viria a ser seu amante, e começou a planejar uma invasão. Com o apoio de Mortimer, a Rainha invadiu a Inglaterra em outubro de 1326. Suas forças eram apenas cerca de 1.500 mercenários para começar, mas a maioria da nobreza se reuniu com eles ao longo de outubro e novembro daquele ano. Do outro lado, poucos estavam dispostos para lutar por Eduardo II, principalmente por causa do ódio que os Despensers haviam despertado entre a nobreza. Os Despensers fugiram para o oeste com o rei, levando consigo uma parte considerável do tesouro. Mas a fuga não foi bem-sucedida. Separados do Despenser mais velho, o Rei e o Despenser mais jovem foram abandonados pela maioria de seus seguidores e, finalmente, foram capturados perto Neath em meados de novembro. O rei Eduardo II foi colocado em cativeiro e, mais tarde, forçado a abdicar em favor de seu filho. O Despenser mais velho foi enforcado em Bristol em 27 de Outubro de 1326, e jovem Despenser (o filho), foi levado a julgamento.

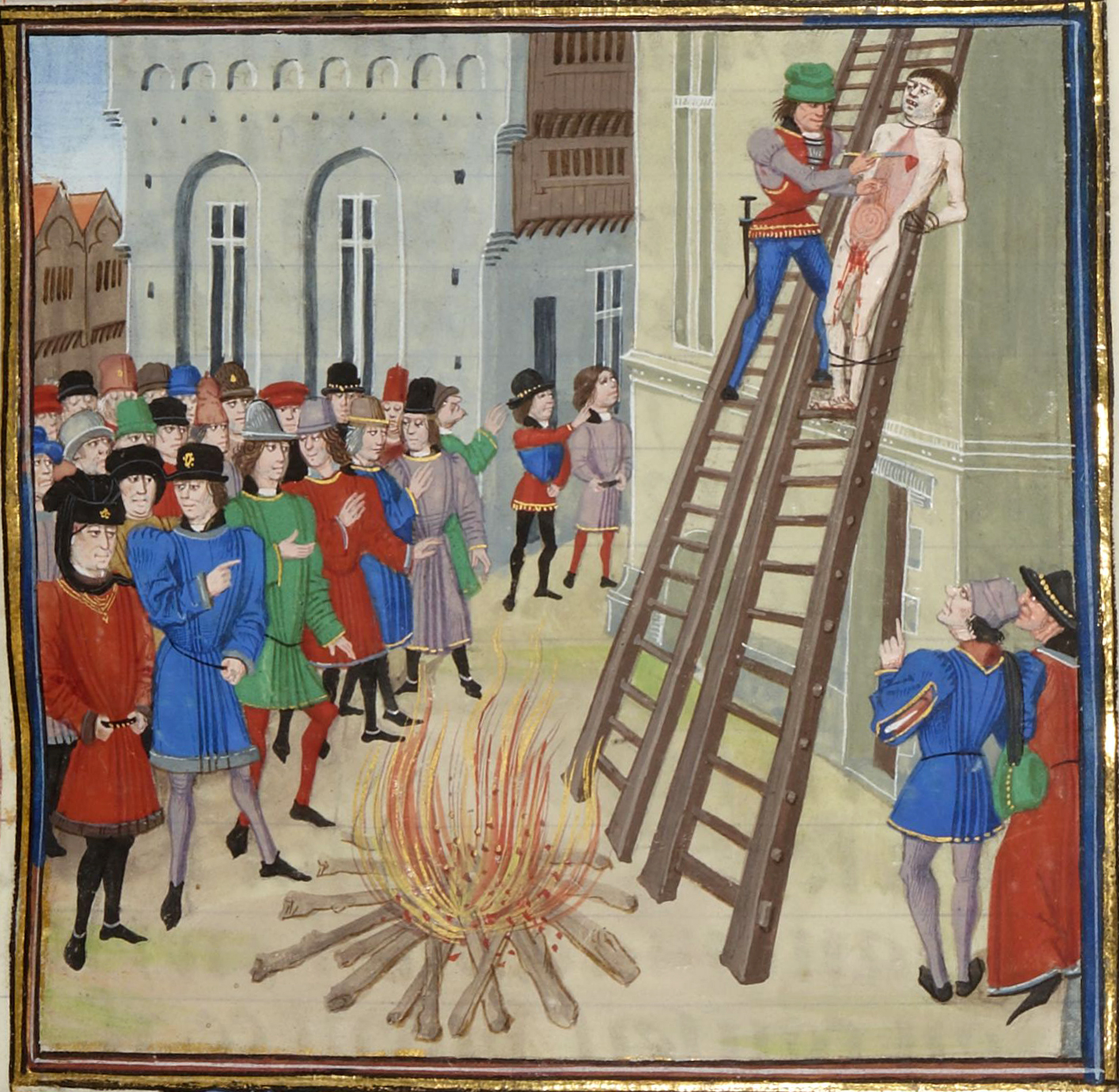
Miniatura da execução de Hugo Despenser, o Jovem, de um manuscrito de Jean Froissart.

## Julgamento e execução
Hugh Despenser, o jovem, tentou se matar de fome antes de seu julgamento , que aconteceu em 24 de Novembro de 1326, em Hereford, antes do mesmo acontecer com Mortimer e com a rainha. Ele foi considerado um traidor e um ladrão, e condenado à execução pública por enforcamento como um ladrão, e esquartejado como um traidor. Além disso, ele foi condenado a ser estripado por provocar a discórdia entre o rei e a rainha, e a ser decapitado, por regressar à Inglaterra, depois de ter sido banido. Traição também tinha sido um dos motivos da execução Gaveston. A crença era de que estes homens tinham enganado o rei, em vez de o próprio rei ser culpado de loucura.
Imediatamente após o julgamento, Despenser foi arrastado por quatro cavalos para o seu local de execução, onde uma grande fogueira foi acesa. Ele estava despido, e os versículos bíblicos que denunciam a arrogância e o mal, foram esculpidos em sua pele. Ele então foi enforcado e erguido a 15 m de altura, mas o desceram antes que ele pudesse sufocar até a morte. No relato de Froissart, Despenser foi então amarrado a uma escada, e à vista da multidão, teve seus órgãos genitais cortados e queimados enquanto ele ainda estava consciente para poder ver. Foi estripado, com suas entranhas saindo lentamente e, finalmente, seu coração cortado e lançado ao fogo. O Professor Clare Sponsler diz que Froissart é a única fonte para descrever a castração, já que seus contemporâneos falam em Despenser esquartejado, enforcado e decapitado.
Diz-se que, pouco antes de morrer, ele soltou um "uivo medonho e desumano" para o deleite e alegria dos espectadores. Finalmente, seu corpo foi decapitado e cortado em quatro pedaços. Sua cabeça foi colocada no portão de Londres.

## Restos mortais
Quatro anos depois, em dezembro de 1330, sua viúva teve a permissão para recolher e enterrar os seus restos mortais na propriedade da família em Gloucestershire, mas apenas a cabeça, um osso da coxa e uma vértebra foram devolvidos a ela.
O que pode ser o corpo de Despenser foi identificado em fevereiro de 2008 na Abadia de Hulton em Staffordshire, antigo local de Hulton Abbey. O esqueleto, que foi descoberto durante trabalhos arqueológicos na década de 1970, parecia ser o de uma vítima de martírio e esquartejamento. Além disso, faltavam-lhe várias partes do corpo, incluindo os dados a esposa do Despenser. As análises dataram do corpo entre 1050 e 1385, e posteriores testes sugeriram que ele seja o de um homem de mais de 34 anos de idade. Despenser tinha 40 anos no momento da sua morte. Além disso, a Abadia está localizado em terras que pertenciam a Hugh Audley, cunhado de Despenser, na época.

## Legado
Não existe nenhum estudo biográfico de Hugh Despenser, embora a tirania e a queda de Eduardo II, segundo o historiador Natalie Fryde, é um estudo do reinado de Eduardo II durante os anos em que o poder dos Despensers estava no seu auge. Fryde presta especial atenção ao assunto ilícito dos Despensers quanto aos latifúndios. As inúmeras denúncias contra o jovem Despenser no momento de sua execução nunca foram objeto de estudo crítico. Apesar do papel crucial no desastroso reinado de Eduardo II, Despenser é quase um personagem secundário ou pouco mais do que um substituto para Gaveston. Em 2006, ele foi escolhido pela BBC History Magazine como o pior britânico do século XIV.
Sua imagem no vitral do salão de banquetes do castelo de Cardiff, mostra o seu brasão de armas invertido, o que é um símbolo de desgraça.

## Na cultura popular
Despenser aparece na série de mistério Cavaleiros Templários por Jecks Michael.

## Descendentes notáveis
- Anne Neville, a rainha consorte do rei Ricardo III da Inglaterra, é um descendente direto de Hugh Despenser, o jovem. A avó de Ana, Isabel le Despenser, Condessa de Worcester e Warwick, era a neta de Eduardo le Despencer, 1 º Barão le Despencer, que por sua vez era o neto do jovem Despenser.
- A sexta e última rainha consorte de Henrique VIII, Catarina Parr, também descende do 1º Barão le Despencer, através de sua filha Margaret, que se casou com Robert de Ferrers, quarto Barão Ferrers de Chartley.
- Anne (Marbury) Hutchinson, reformista protestante, era  descendente de Hugh através de seu neto Eduardo. Através dela, muitos norte-americanos, incluindo Franklin D. Roosevelt e George W. Bush, reivindicam como descendente do jovem Hugh.